# Demianos Kattar
Demianos Kattar (frz. Damien Kattar, * 1960 in Jezzine) ist ein libanesischer Ökonom und Politiker. Von Januar bis August 2020 war er Minister für Umwelt und administrative Entwicklung im Kabinett Diab.
Kattar wurde nach seinem Management- und Strategiestudium strategischer Berater für zahlreiche Finanzinstitute in den Golfstaaten und Universitätsprofessor an der Université Saint-Joseph und der Universität La Sagesse in Beirut. Von April bis Juli 2005 war er Finanzminister und Minister für Wirtschaft und Handel in der Regierung von Nadschib Miqati.
Am 21. Januar 2020 wurde als Vertreter der Bevölkerungsgruppe der Maroniten, benannt von Ministerpräsident Hassan Diab, Minister für Umwelt und administrative Entwicklung in dessen Kabinett.
Am Sonntag (9. August), fünf Tage nach der Explosionskatastrophe im Hafen von Beirut, erklärte Demianos Kattar – wie auch Informationsministerin Manal Abdel Samad – seinen Rücktritt mit der Begründung, die Regierung habe keine Reformen durchgeführt.